# Dillon Beach
Dillon Beach és una concentració de població designada pel cens dels Estats Units a l'estat de Califòrnia. Segons el cens del 2000 tenia 319 habitants.

## Demografia
Segons el cens del 2000, Dillon Beach tenia 319 habitants, 155 habitatges, i 103 famílies. La densitat de població era de 41,5 habitants per km².
Dels 155 habitatges en un 17,4% hi vivien nens de menys de 18 anys, en un 59,4% hi vivien parelles casades, en un 4,5% dones solteres, i en un 33,5% no eren unitats familiars. En el 27,7% dels habitatges hi vivien persones soles el 10,3% de les quals corresponia a persones de 65 anys o més que vivien soles. El nombre mitjà de persones vivint en cada habitatge era de 2,06 i el nombre mitjà de persones que vivien en cada família era de 2,47.
Per edats la població es repartia de la següent manera: un 14,4% tenia menys de 18 anys, un 1,3% entre 18 i 24, un 18,8% entre 25 i 44, un 43,6% de 45 a 60 i un 21,9% 65 anys o més.
L'edat mitjana era de 52 anys. Per cada 100 dones de 18 o més anys hi havia 95 homes.
La renda mitjana per habitatge era de 47.679 $ i la renda mitjana per família de 52.000 $. Els homes tenien una renda mitjana de 40.714 $ mentre que les dones 37.083 $. La renda per capita de la població era de 39.475 $. Cap de les famílies i l'1,3% de la població estaven per davall del llindar de pobresa.

## Poblacions més properes
El següent diagrama mostra les poblacions més properes.